# Friedersdorf (Herzberg)
Friedersdorf ist ein Ortsteil der amtsfreien Stadt Herzberg (Elster) im Landkreis Elbe-Elster in Brandenburg.

## Geografie
Der Ort befindet sich 2,5 Kilometer südöstlich der Stadt etwa zwei Kilometer östlich des Flusses in der Niederung der Schwarzen Elster.

## Geschichte

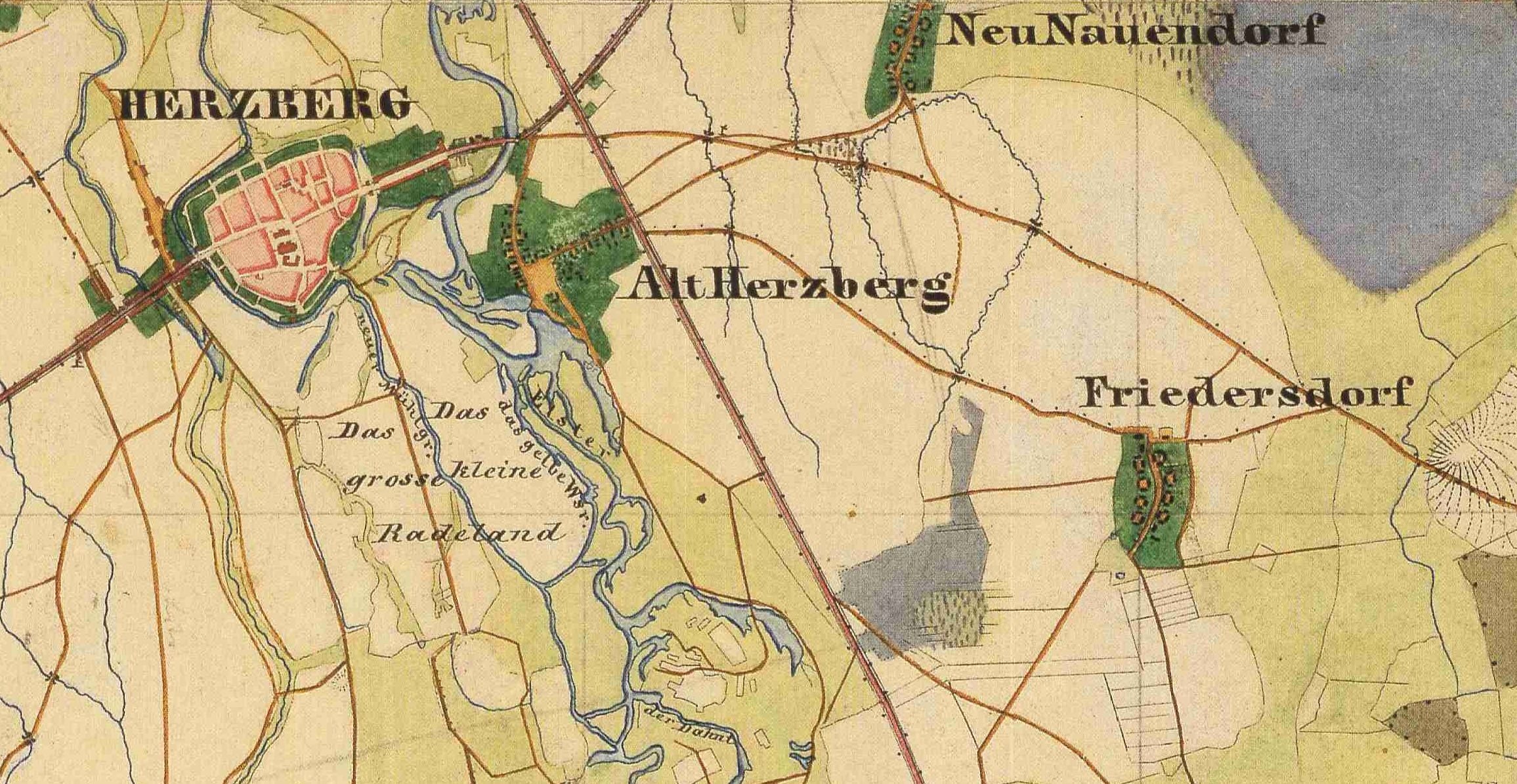
Friedersdorf auf einem Urmesstischblatt von 1847

Eine erste urkundliche Erwähnung von Friedersdorf erfolgte im Jahre 1419. Das Angerdorf war zu jener Zeit im Besitz des in Herzberg ansässigen Adelsgeschlechts von der Dahme. Im Jahre 1598 werden die Adligen Balthasar von der Dahme und Hans Heinrich von Leipzig als Eigentümer des Ortes erwähnt. Hans Heinrich von Leipzig, der außerdem auch in Zwethau Besitz hatte, wurde schließlich kurfürstlich sächsischer Beisitzer des Hofgerichts zu Wittenberg. Er wurde der Begründer der Zwethau-Friedersdorfer Linie dieses alten sächsischen Adelsgeschlechts, das zum meißnischen Uradel gehört. Einige Jahre später übernahm 1608 das Adelsgeschlecht „von Leipzig“ den Friedersdorfer Rittersitz, welchen es bis in das 18. Jahrhundert hinein behalten sollte. Das Dorf zählte in jener Zeit zehn Hüfner und sieben Gärtner.
Während die benachbarte Stadt Herzberg als eine der wenigen deutschen Städte gilt, die während des Dreißigjährigen Krieges aufgrund eines umfangreichen Fluss- und Grabensystems nicht erobert werden konnte, wurde das unweit entfernte Friedersdorf schwer in Mitleidenschaft gezogen. So gab es im Ort kurze Zeit nach dessen Ende 1654 nur noch sieben bewohnte Höfe. Neun Höfe waren wüst gefallen. Es dauerte etwa zwanzig Jahre bis sich die Einwohnerzahl auf das einstige Vorkriegsniveau erholen konnte. Eingepfarrt war das Dorf zu jener Zeit in die Parochie Altherzberg.
Nach den Bestimmungen des Wiener Kongresses 1815 gelangte das zu dieser Zeit etwa 120 Einwohner zählende Friedersdorf vom Königreich Sachsen zum Regierungsbezirk Merseburg der preußischen Provinz Sachsen und es entstand 1816 der Landkreis Schweinitz, der 1950 in Landkreis Herzberg umbenannt wurde und aus welchem 1952 schließlich der Kreis Herzberg hervorging.
Friedersdorf war eine selbständige Gemeinde. Zum 31. Dezember 2001 wurde Friedersdorf in die Stadt Herzberg (Elster) eingegliedert.
| Einwohnerentwicklung von 1875 bis 2010 | Einwohnerentwicklung von 1875 bis 2010 | Einwohnerentwicklung von 1875 bis 2010 | Einwohnerentwicklung von 1875 bis 2010 | Einwohnerentwicklung von 1875 bis 2010 | Einwohnerentwicklung von 1875 bis 2010 | Einwohnerentwicklung von 1875 bis 2010 | Einwohnerentwicklung von 1875 bis 2010 | Einwohnerentwicklung von 1875 bis 2010 | Einwohnerentwicklung von 1875 bis 2010 | Einwohnerentwicklung von 1875 bis 2010 | Einwohnerentwicklung von 1875 bis 2010 | Einwohnerentwicklung von 1875 bis 2010 | Einwohnerentwicklung von 1875 bis 2010 |
| Jahr                                   | Einwohner                              |                                        | Jahr                                   | Einwohner                              |                                        | Jahr                                   | Einwohner                              |                                        | Jahr                                   | Einwohner                              |                                        | Jahr                                   | Einwohner                              |
| -------------------------------------- | -------------------------------------- | -------------------------------------- | -------------------------------------- | -------------------------------------- | -------------------------------------- | -------------------------------------- | -------------------------------------- | -------------------------------------- | -------------------------------------- | -------------------------------------- | -------------------------------------- | -------------------------------------- | -------------------------------------- |
| 1875                                   | 100                                    |                                        | 1946                                   | 199                                    |                                        | 1989                                   | 116                                    |                                        | 1995                                   | 123                                    |                                        |                                        |                                        |
| 1890                                   | 100                                    |                                        | 1950                                   | 191                                    |                                        | 1990                                   | 115                                    |                                        | 1996                                   | 129                                    |                                        |                                        |                                        |
| 1910                                   | 150                                    |                                        | 1964                                   | 143                                    |                                        | 1991                                   | 109                                    |                                        | 1997                                   | 130                                    |                                        |                                        |                                        |
| 1925                                   | 168                                    |                                        | 1971                                   | 149                                    |                                        | 1992                                   | 101                                    |                                        | 1998                                   | 124                                    |                                        |                                        |                                        |
| 1933                                   | 155                                    |                                        | 1981                                   | 126                                    |                                        | 1993                                   | 119                                    |                                        | 1999                                   | 122                                    |                                        |                                        |                                        |
| 1939                                   | 138                                    |                                        | 1985                                   | 123                                    |                                        | 1994                                   | 124                                    |                                        | 2000                                   | 121                                    |                                        |                                        |                                        |

## Kultur und Sehenswürdigkeiten
In der Dorfstraße 28 befindet sich im Norden des historischen Ortskerns das einzige in der Denkmalliste des Landes Brandenburg eingetragene Baudenkmal von Friedersdorf. Das um 1700 anstelle des einstigen Friedersdorfer Rittersitzes errichtete und mit einem Krüppelwalmdach versehene ehemalige Gutshaus ist heute eines der wenigen aus jener Zeit erhaltenen Fachwerkbauten in Südbrandenburg.
Des Weiteren gibt es in Friedersdorf ein Dorfgemeinschaftshaus, wo örtliche Feierlichkeiten abgehalten werden können. Jährliche Höhepunkte sind hier das Zampern im Februar, Osterfeuer, das Dorf- und Kinderfest im Juli sowie das Herbstfest.